# Izabella Sierakowska
Izabella Antonina Sierakowska z domu Kruszyńska (ur. 22 września 1946 w Górze, zm. 31 marca 2021) – polska polityk, filolog, nauczycielka i działaczka związkowa. Posłanka na Sejm kontraktowy (X kadencji) oraz na Sejm RP I, II, III, IV i VI kadencji (1989–2005, 2007–2011).

## Życiorys

### Wykształcenie i działalność zawodowa
W 1970 ukończyła studia magisterskie z filologii rosyjskiej w Wyższej Szkole Pedagogicznej w Rzeszowie. Odbyła studia podyplomowe z zakresu literatury rosyjskiej na Uniwersytecie Moskiewskim oraz z zarządzania i organizacji oświaty na Uniwersytecie Kijowskim.
Pracowała jako nauczycielka, w latach 1970–1972 w Technikum Samochodowym w Rzeszowie, a następnie w I Liceum Ogólnokształcącym im. Stanisława Staszica w Lublinie, w którym była zatrudniona do 1997. W latach 1970–2001 należała do Związku Nauczycielstwa Polskiego, w którym od 1982 do 1989 pełniła funkcję prezesa zarządu miejskiego w Lublinie.

### Działalność polityczna
W 1980 wstąpiła do Polskiej Zjednoczonej Partii Robotniczej. Należała do partii do czasu jej rozwiązania w 1990. Była delegatką na X Zjazd PZPR. W 1988 bez powodzenia ubiegała się o mandat radnej Wojewódzkiej Rady Narodowej w Lublinie.
W wyborach w 1989 z ramienia PZPR uzyskała mandat posłanki na Sejm PRL X kadencji w okręgu nr 55. W Sejmie kontraktowym pracowała w Komisji Edukacji, Nauki i Postępu Technicznego, Komisji Łączności z Polakami za Granicą oraz Komisji Sprawiedliwości. Pod koniec kadencji należała do Parlamentarnego Klubu Lewicy Demokratycznej.
Od 1990 działała w Socjaldemokracji Rzeczypospolitej Polskiej, powstałej na bazie rozwiązanej PZPR. Pełniła funkcję wiceprzewodniczącej tego ugrupowania. W trzech kolejnych wyborach w 1991, 1993 i 1997 z powodzeniem ubiegała się o poselską reelekcję z ramienia współtworzonego przez SdRP koalicyjnego Sojuszu Lewicy Demokratycznej. Mandat uzyskiwała w okręgach lubelskich nr 28 i nr 25. We wszystkich kadencjach zasiadała w komisjach zajmujących się edukacją (najpierw w Komisji Edukacji, Nauki i Postępu Technicznego, później w Komisji Edukacji, Nauki i Młodzieży). Była też członkinią Komisji Kultury i Środków Przekazu (w II kadencji) oraz Komisji Obrony Narodowej (w III kadencji). Pełniła funkcję zastępczyni przewodniczącego KP SLD. W 1996 była współautorką ustawy liberalizującej przepisy dotyczące aborcji.
W 1999 została członkinią przekształconego w partię Sojuszu Lewicy Demokratycznej. Wchodziła w skład zarządu krajowego SLD. W wyborach w 2001 po raz piąty z rzędu została wybrana na posłankę. Mandat uzyskała z ramienia koalicji SLD-UP w okręgu nr 6 (z wynikiem 65 878 głosów). W IV kadencji sprawowała funkcję zastępczyni przewodniczącego Komisji Obrony Narodowej. Należała także do Komisji Zdrowia oraz Komisji Równego Statusu Kobiet i Mężczyzn. W 2004 odeszła z SLD, po czym wzięła udział w założeniu Socjaldemokracji Polskiej. Weszła w skład rady politycznej SDPL, a także do nowo powołanego klubu parlamentarnego tego ugrupowania.
Socjaldemokraci w wyborach w 2005 nie przekroczyli wyborczego progu, Izabella Sierakowska nie uzyskała wówczas poselskiej reelekcji. W wyborach samorządowych w 2006 ubiegała się o urząd prezydenta Lublina z ramienia KKW SLD+SDPL+PD+UP Lewica i Demokraci. W I turze zajęła pierwsze miejsce (25,3% głosów). W II turze uzyskała 37,6% głosów, przegrywając z kandydatem Platformy Obywatelskiej Adamem Wasilewskim. W tych samych wyborach została wybrana na radną Sejmiku Województwa Lubelskiego III kadencji (dostała 15 667 głosów), w którym przewodniczyła Komisji Rewizyjnej.
W wyniku wyborów parlamentarnych w 2007 powróciła do Sejmu. Została wybrana jako kandydatka koalicji Lewica i Demokraci w okręgu nr 6, otrzymując 24 870 głosów. W VI kadencji dołączyła do Komisji Obrony Narodowej oraz Komisji Ochrony Środowiska, Zasobów Naturalnych i Leśnictwa. Przez 3 miesiące kierowała Komisją Etyki Poselskiej. Od kwietnia 2008 zasiadała w kole poselskim SDPL (do września 2009 działającym pod nazwą SdPL-Nowa Lewica).
W wyborach do Parlamentu Europejskiego w 2009 kandydowała z listy komitetu Porozumienie dla Przyszłości – CentroLewica, który nie osiągnął progu wyborczego. W wyborach w 2010 ponownie ubiegała się bez powodzenia o urząd prezydenta Lublina, zajmując w I turze trzecie miejsce z wynikiem 17,9% głosów. W 2011 bezskutecznie kandydowała na senatora z własnego komitetu w okręgu lubelskim, a w 2014 na radną sejmiku z listy SLD Lewica Razem.

## Życie prywatne
Córka lekarza i wojskowego Zbigniewa Kruszyńskiego (1923–2006) oraz Krystyny z domu Romaszkiewicz (1922–2020). Była mężatką, miała dwoje dzieci. Była matką chrzestną statku „Lublin II”.
Zmarła 31 marca 2021 na skutek choroby nowotworowej. 15 kwietnia 2021 została pochowana na cmentarzu komunalnym przy ul. Białej w Lublinie.

## Odznaczenia i upamiętnienie
- Krzyż Oficerski Orderu Odrodzenia Polski (2021, pośmiertnie)[26][27]
- Srebrny Krzyż Zasługi (1986)[4]
- Złota Odznaka ZNP
- Srebrna Odznaka „Zasłużony dla Miasta Lublina”
- Patronka skweru pomiędzy ulicami Jana Sawy i Juranda w Lublinie (od 2022)[28]